# Jarosław Ludzia
Jarosław Ludzia (ur. 1963 w Wałbrzychu) – polski koszykarz występujący na pozycji rzucającego obrońcy, wielokrotny medalista mistrzostw Polski.

## Osiągnięcia
Drużynowe
- Mistrz Polski (1982, 1988[1])
- Wicemistrz Polski (1981, 1986)